# Riri Kuribayashi
Riri Kuribayashi (jap. 栗林里莉, auch Lily Kuribayashi; * 16. April 1987 in der Präfektur Tokio) ist eine japanische Schauspielerin und Sängerin. Als AV Idol wirkt sie sowohl bei pornografischen als auch bei Mainstream-Produktionen mit und war Teil der bekannten Girlgroup Ebisu Muscats.

## Werdegang
Sie begann ihre Karriere 2008 als sogenanntes AV Idol in Pornofilmen. Den Vermarktungsstrategien der japanischen Pornografie folgend, war sie bald auch in Mainstream-Medien zu sehen. 2009 spielte sie Nebenrolle in dem Thriller The Hovering Blade (jap. さまよう刃) von Shoichi Mashiko nach einem Roman von Keigo Higashino, 2011 eine weitere Nebenrolle in dem Kinodrama Hard Romanticker (jap. ハードロマンチッカー) von Su-yeon Gu. 2010 war sie außerdem Mitglied der ausschließlich aus AV Idols und Gravure Idols bestehenden und in Japan sehr bekannten Girlgroup Ebisu Muscats (jap. 恵比寿マスカッツ), die in dieser Besetzung im Sommer 2010 auch erstmals Live-Auftritte absolvierte. In der Folgezeit wirkte sie in mehreren Filmen in der vor allem in Japan verbreiteten Grauzone zwischen Thriller und BDSM-Porno in der Tradition der Pinku eiga mit, u. a. in Man hantingu: Rizarekushon (2012), Missinghu 66 (2012) und Missing 77 (2013), alle drei von Yasushi Koshizaka und der letzte mit Kuribayashi in der Hauptrolle. In dem Spielfilm A Peeping Hole (jap. ノ・ゾ・キ・ア・ナ) von Kensuke Hata und Nakaba Ueda spielte sie 2014 eine Nebenrolle in einer mystisch-erotischen Manga-Verfilmung nach Wakou Honna. 2015 spielte sie eine der Hauptrollen (die der Satomi Haneda) in dem Spielfilm Shikiyoku emaki: Chitose no kyôren von Tetsuya Takehora. 2015 und 2016 war sie außerdem in einer der Hauptrollen der Komödie The Make-up Room und im Sequel Make-up Room 2 von Kei Morikawa zu sehen.